# اورفئوس ۳۳۶۱
سیارک ۳۳۶۱ (به انگلیسی: 3361 Orpheus، نامگذاری:1982HR) سه هزار و سیصد و شصت و یکمین سیارک کشف شده‌است که در ۲۴ آوریل ۱۹۸۲ کشف شد.
قدر مطلق سیارک برابر ۱۹٫۰۳ است.